# Pruské
Pruské es un municipio del distrito de Ilava en la región de Trenčín, Eslovaquia, con una población estimada a final del año 2024 de 2290 habitantes.
Se encuentra ubicado al norte de la región, cerca del río Váh (cuenca hidrográfica del río Danubio) y de la frontera con la República Checa.

## Demografía
| Año        | 1994 | 2004     | 2014    | 2024    |
| ---------- | ---- | -------- | ------- | ------- |
| Población  | 2685 | 2088     | 2244    | 2290    |
| Diferencia |      | −22,23 % | +7,47 % | +2,04 % |

| Año        | 2023 | 2024    |
| ---------- | ---- | ------- |
| Población  | 2299 | 2290    |
| Diferencia |      | −0,39 % |